# Kaplica św. Jana Chrzciciela w Siġġiewi
Kaplica świętego Jana Chrzciciela, znana również pod wezwaniem Ścięcia świętego Jana Chrzciciela (malt. Il-Kappella ta’ San Ġwan il-Battista / Il-Kappella tal-Qtugħ ir-Ras ta’ San Ġwann il-Battista, ang. Chapel of St. John the Baptist / Chapel of the Beheading of St. John the Baptist) – rzymskokatolicka kaplica, stojąca w centrum miejscowości Siġġiewi na Malcie.

## Historia
Pierwsza stojąca na tym miejscu kaplica nosiła wezwanie Narodzenia św. Jana Chrzciciela. W czasie wizyty papieskiego wysłannika Pietro Dusiny w 1575, kaplica już istniała. Był w niej ołtarz, brakowało jednak drzwi, porządnej podłogi, rzeczy potrzebnych do sprawowania liturgii, oraz rektora. Dusina zarządził naprawę podłogi oraz przeciekającego dachu, a także wykonanie drzwi.
W 1730 na miejscu poprzedniej zbudowana została nowa kaplica, która przetrwała do czasów współczesnych. Jej fundatorem był Antonio Cutajar, kapłan zakonu św. Jana; nie znamy jednak jej architekta.

W 1736 Cutajar dobudował po prawej stronie budynek, który miał być szpitalem, prowadzonym przez kapucynów, po lewej zaś dom będący w części parterowej zakrystią, na piętrze zaś mieszkaniem dla księdza – opiekuna kaplicy.

Podczas II wojny światowej kaplica służyła jako schronienie dla uchodźców.

## Architektura

### Wygląd zewnętrzny
Kaplica, zbudowana w stylu barokowym, powstała na planie ośmiokąta. Jej fasada umieszczona jest pomiędzy dwoma budynkami. Na rogach fasady umieszczone są dwa pilastry w stylu toskańskim, dźwigające belkowanie. Na jego centralnej części dzwonnica parawanowa z jednym dzwonem, wsparta z obu stron spływami wolutowymi w stylu Vignoli, z kwiatonami na końcach. Dzwonnica zwieńczona jest segmentowym frontonem oraz esownicami. W centrum fasady prostokątne wejście, otoczone profilem z kartuszem ponad drzwiami. Ponad nim segmentowy naczółek wpisany w większy, trójkątny.
Kaplicę wieńczy elegancka ośmioboczna kopuła na niskim bębnie, ukoronowana latarnią z krzyżem maltańskim na szczycie. Latarnię podpiera, jednocześnie ozdabiając, osiem wolut.

### Wnętrze
Świątynia zbudowana została w pierwszej połowie XVIII wieku. Styl barokowy widoczny jest w wielu detalach tak na zewnątrz, jak i wewnątrz budynku. Wnętrze ma kształt ośmiokąta, którego trzy boki zajmują kamienne ołtarze, zaś w czwartym jest główne wejście. Na pozostałych czterech znajdują się bądź nisze, bądź drzwi do bocznych budynków. Półkolista kopuła podtrzymywana jest przez łuki pomiędzy pilastrami w stylu toskańskim. 
W kaplicy znajdują się trzy ołtarze: główny oraz dwa boczne. Ołtarz główny stoi na wprost wejścia; nad nim, w owalnej, kamiennej ramie, obraz tytularny  przedstawiający Ścięcie św. Jana Chrzciciela. Obraz ten, pierwotnie określany jako dzieło Francesco Zahry, od początku drugiej dekady XXI wieku przypisywany jest Gian Nikoli Buhagiarowi. Nad obrazem kartusz z cytatem z Ewangelii św. Mateusza "Posłał tedy i ściął Jana w więzieniu" (Mt14,10). Całość otacza ozdobna sztukateria.
W ołtarzu po lewej stronie znajduje się obraz Niepokalane Poczęcie, dzieło nieznanego maltańskiego malarza z XVIII wieku. Przedstawia on Matkę Bożą w otoczeniu kilku aniołków, dzierżących atrybuty cnót i tytułów Maryi z litanii loretańskiej. Obraz nad ołtarzem po lewej, również z XVIII stulecia, przedstawia św. Kajetana z Dzieciątkiem Jezus na rękach; powyżej Matka Boża i św. Józef.
Pozostałe obrazy rozmieszczone są bądź na ścianach świątyni: Jan Chrzciciel napomina Heroda, Narodziny Jana Chrzciciela, Jan Chrzciciel wiedziony na ścięcie, Chrzest Chrystusa, bądź na pendentywach: Jan Chrzciciel nauczający na pustyni, Taniec Salome przed Herodem, Obwieszczenie Zachariaszowi o narodzinach Jana oraz Jan Chrzciciel w więzieniu.
Inne godne uwagi dzieła sztuki w kaplicy to: pomnik upamiętniający wielkiego mistrza Ferdynanda Hompescha, obraz ex voto przedstawiający św. Apolonię, oraz figura św. Jana Chrzciciela, wykonana w 1992 przez Sandro Debono, artystę z Żejtun.

Na środku kaplicy znajdują się trzy marmurowe płyty nagrobne. Pod środkową spoczywa fundator świątyni ks. Antonio Cutajar, pod pozostałymi zaś jej dwaj kolejni opiekunowie, ks. Nicholas Azzopardo oraz ks. Ġwan.
W zakrystii znajdują się portrety fundatora oraz jego rodziców, a także figura św. Jana w jednej z nisz.

## Kaplica dzisiaj
W lutym 2019 rozpoczęte zostały prace restauracyjne fasady kaplicy. Prace obejmują pozbycie się wszystkich niepotrzebnych elementów metalowych i tynku. Uzupełnione zostaną ubytki zaprawy, fasada zostanie przeszlifowana i odmalowana.
Świątynia jest otwarta codziennie dla adoracji Najświętszego Sakramentu. Fiesta odbywa się w ostatnią niedzielę sierpnia.

## Ochrona dziedzictwa kulturowego
Budynek kaplicy umieszczony jest na liście National Inventory of the Cultural Property of the Maltese Islands pod nr. 2108.